# Rajaton
Rajaton è un gruppo vocale a cappella finlandese, fondato a Helsinki nel 1997.

Il termine finlandese rajaton significa "senza limiti", a indicare la vastità del repertorio del gruppo, che va dalla musica classica al pop europeo.
Rajaton intrattiene diverse collaborazioni musicali con altre formazioni vocali a cappella, come quella con i King's Singers. Con i cinque cantanti di The Real Group i sei di Rajaton hanno dato vita alla formazione LevelEleven.

## Membri
- Essi Wuorela - soprano
- Virpi Moskari - mezzosoprano
- Soila Sariola - contralto
- Hannu Lepola - tenore
- Ahti Paunu - baritono
- Jussi Chydenius - basso

## Discografia
- Nova (2000)
- Boundless (2001)
- Sanat (2002)
- Joulu (2003)
- Kevät (2005)
- Out of Bounds (2006)
- Rajaton sings ABBA (2006)
- Maa (2007)
- Rajaton sings Queen with Lahti Symphony Orchestra (2008)
- Best of Rajaton 1999-2009 (2009)
- Tarinoita (2010)
- Jouluyö (2011)